# خيل الجر الخفيف

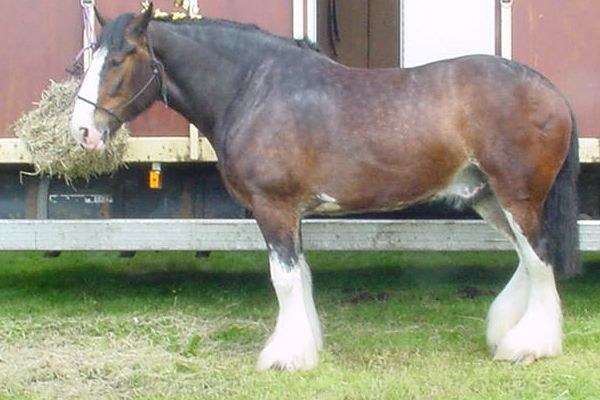
يعتبر حصان الجر عمومًا حصانًا كبيرًا وثقيلًا مناسبًا لعمالة المزرعة

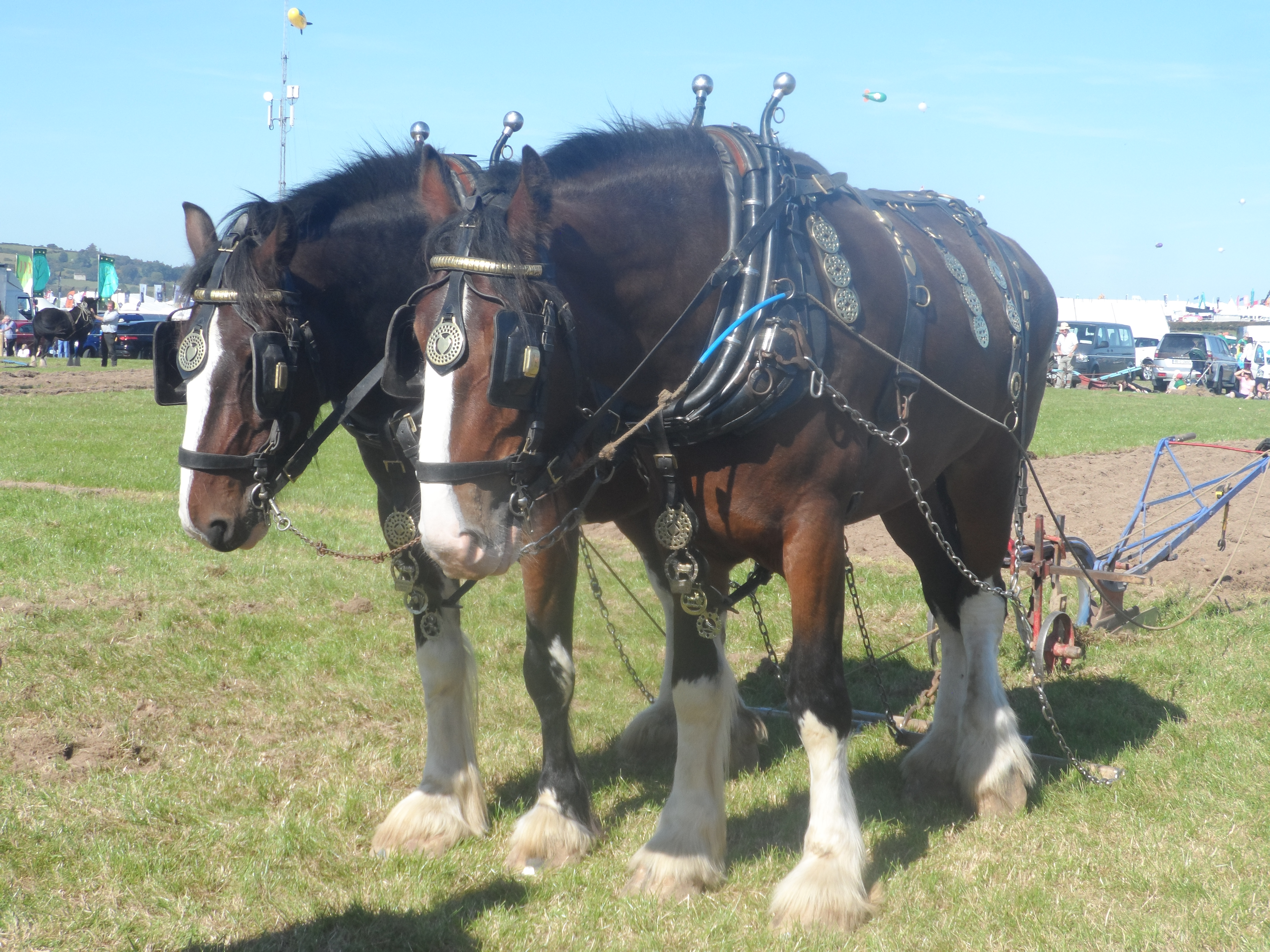
حصانان يجران محراثًا

خيول الجر الخفيف هو حصان كبير يُربَّى ليكون حيوانًا عاملاً يقوم بمهام شاقة مثل الحرث وأعمال المزرعة الأخرى. هناك عدد من السلالات ذات خصائص متفاوتة ولكنها تشترك جميعها في سمات مشتركة من القوة والصبر ومزاج سهل الانقياد ما جعلها لا غنى عنها لأجيال من مزارعي ما قبل الصناعة .
إن خيول الجر الخفيف هي سلالات متعددة الاستخدامات تُستخدم اليوم للعديد من الأغراض، بما في ذلك الزراعة، وعرض خيول الجر، وقطع الأشجار، والترفيه، و غيرهى من الاستخدامات. وتستخدم بشكل شائع في التهجين، خاصة لسلالات الركوب الخفيفة مثل Thoroughbred، لغرض إنشاء خيول رياضية من النوع الدافئ الدم .

## انظر أيضًا

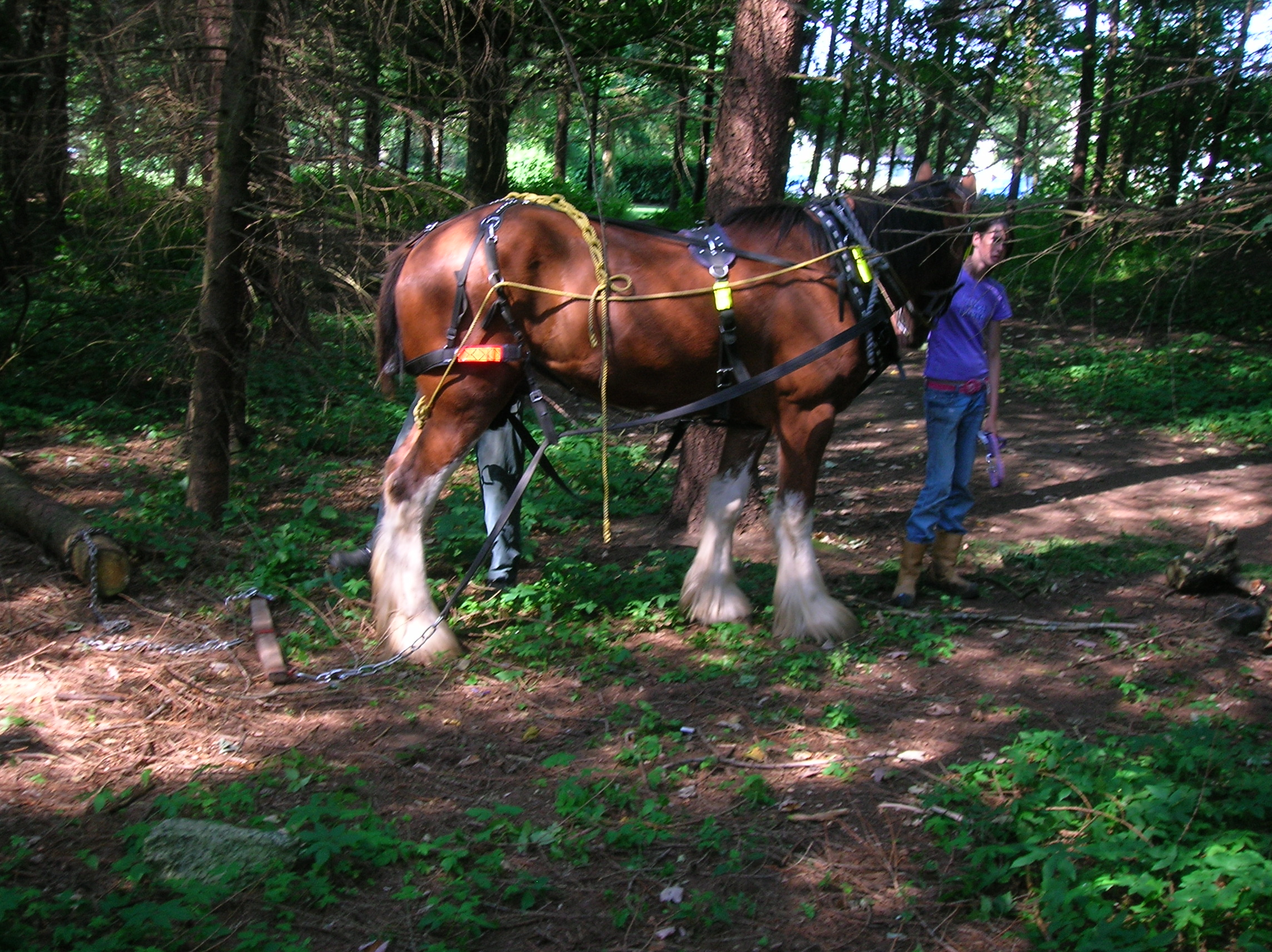
استخراج جذوع الأشجار باستخدام Clydesdale في اسكتلندا.

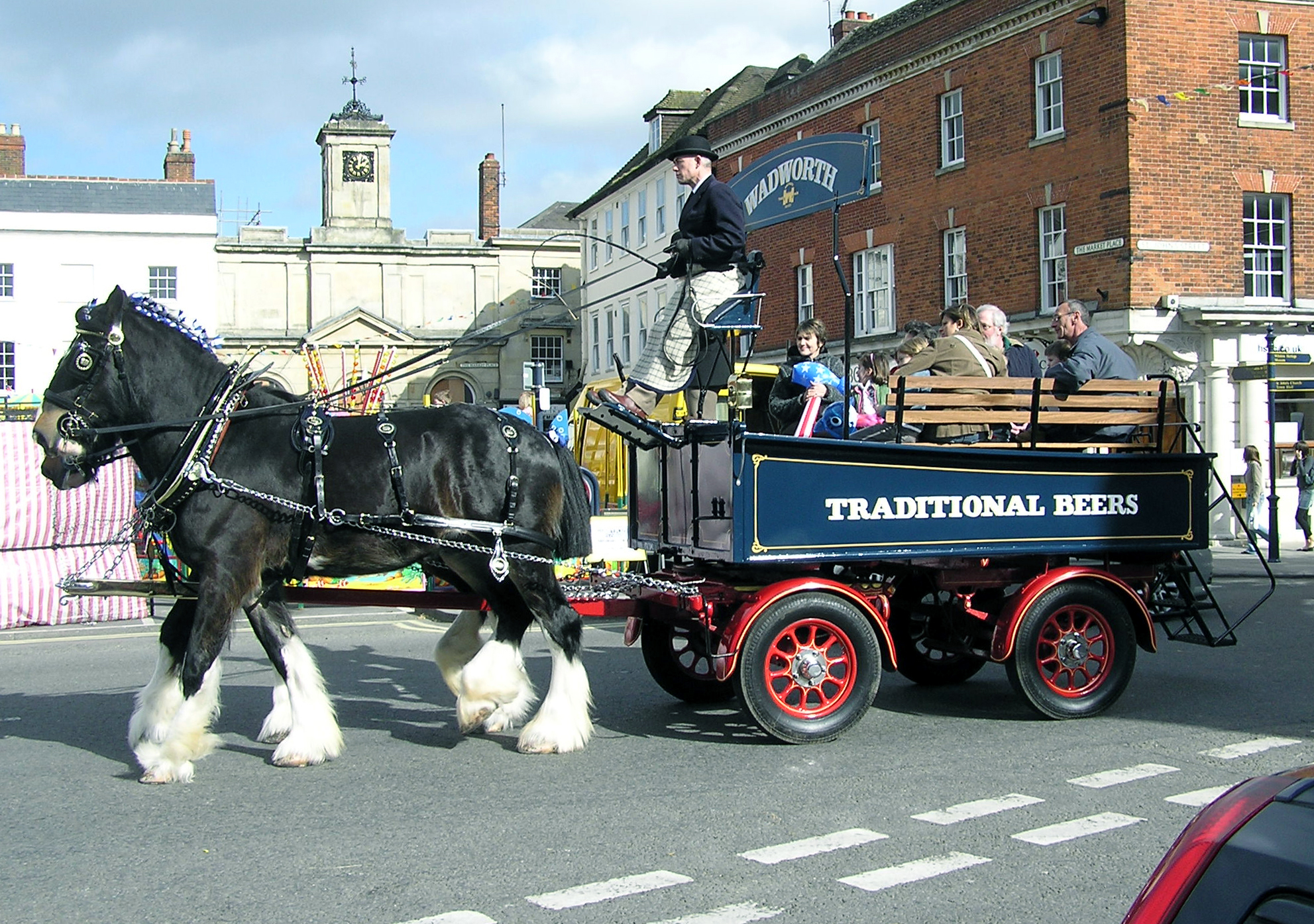
تُستخدم خيول شاير هذه لسحب مصفاة الجعة لتوصيل البيرة إلى الحانات في إنجلترا.